# Cantón de Millau-Oeste
El cantón de Millau-Oeste era una división administrativa francesa, que estaba situada en el departamento de Aveyron y la región de Mediodía-Pirineos.

## Composición
El cantón estaba formado por tres comunas, más una fracción de la comuna que le daba su nombre:
- Comprégnac
- Creissels
- Millau (fracción)
- Saint-Georges-de-Luzençon

## Supresión del cantón de Millau-Oeste
En aplicación del Decreto nº 2014-205 de 21 de febrero de 2014, el cantón de Millau-Oeste fue suprimido el 22 de marzo de 2015 y sus 4 comunas pasaron a formar parte del nuevo cantón de Millau-1.